# Matt Cavanaugh
Matthew Andrew Cavanaugh (Youngstown, 27 ottobre 1956) è un ex giocatore di football americano e allenatore di football americano statunitense che attualmente allena i quarterback dei Washington Redskins della National Football League (NFL). Al college giocò a football alla Università di Pittsburgh.

## Carriera da giocatore
Cavanaugh fu scelto nel corso del secondo giro (50º assoluto) del Draft NFL 1978 dai New England Patriots. Trascorse la maggior parte della carriera come riserva, giocando anche per San Francisco 49ers, Philadelphia Eagles e New York Giants. Cavanaugh come riserva di Joe Montana vinse nel 1984 il Super Bowl XIX mentre nel 1990 il Super Bowl XXV come secondo di Jeff Hostetler.
Cavanaugh si ritirò dopo la stagione 1991, disputando 112 gare di cui 19 come titolare e passando 28 touchdown.

## Palmarès

### Giocatore
- Super Bowl : 2

San Francisco 49ers: XIX
New York Giants: XXV,
- National Football Conference Championship: 2

San Francisco 49ers: 1984
New York Giants: 1990

### Allenatore
- Super Bowl : 1 (come coordinatore offensivo)

Baltimore Ravens: XXXV
- American Football Conference Championship: 1

Baltimore Ravens: 2000

## Statistiche
| Yard passate      | 4.332 |
| Touchdown         | 28    |
| Intercetti subiti | 30    |
| Passer rating     | 71,7  |